# Моїсеєвка (Цілинний округ)
Моїсе́євка (рос. Моисеевка) — присілок у складі Цілинного округу Курганської області, Росія.
Населення — 45 осіб (2010, 98 у 2002).
Національний склад станом на 2002 рік:
- росіяни — 64 %